# 나리타 료
나리타 료(일본어: 成田 凌 なりた りょう[*], 1993년 11월 22일 ~ )는 일본의 배우이자 패션 모델이다.

## 내력
2013년부터 《MEN'S NON-NO》의 전속 모델로서 활동해, 2014년에 연속 드라마 《FLASHBACK》에서 다카나시 린과의 더블 주연으로 배우 데뷔했다..

## 출연

### 드라마
- FLASHBACK (2014년, 후지 TV NEXT) - 주연·가가미 역
- 학교의 계단 (2015년 1월 ~ 3월, 닛폰 TV) - 오쿠라 리쿠 역
- She (2015년 4월 ~ 5월, 후지 TV) - 무라오카 하루토 역
- 런치의 앗코 짱 (2015년 5월 ~ 6월, NHK BS 프리미엄) - 사사야마 류이치로 역
- 못난이와 야수 (2015년 8월 ~ 9월, 후지 TV) - 기타하라 역
- 서머 스토커즈 블루스 (2015년 9월 26일, 후지 TV) - 마사히코 역
- 언젠가 티파니에서 아침을 (2015년 10월 ~ 12월, 닛폰 TV) - 미네타 유이치 역
  - 언젠가 티파니에서 아침을 Season2 (2016년 1월 ~ 3월)
- 라면 너무 좋아 고이즈미 상 2016 신춘 SP (2016년 1월 4일, 후지 TV) - 나루토 미쓰쿠니 역
- 손 대면 넘어온다 (2016년 6월 ~ 8월, NHK BS 프리미엄) - 사이키 류 역
- 도망치는 건 부끄럽지만 도움이 된다 (2016년 10월 ~ 12월, TBS) - 우메하라 나쓰키 역
- 대가난 (2017년 1월 ~ 3월, 후지 TV) - 카세 하루키 역

### 영화
- 날지 못하는 코토리와 회전목마 (2015년, SPOTTED PRODUCTIONS) - 시마자키 역
- 잔예 -살아서는 안되는 방- (2016년, 쇼치쿠) - 야마모토 역
- L -엘- (2016년, 도호 영상 사업부)
- 기적: 그 날의 소비토 (2017년, 도에이) - 쿠니 역
- 잠자는 미녀의 한계 (2017년)
- 니와토리 스타 (2017년)
- 저스트 온니 러브 (2018년)
- 비블리아 고서당 사건 수첩 (2018년) - 이나가키 역
- 스마트폰을 떨어뜨렸을 뿐인데 (2018년) - 우라노 요시하루 역
- 왓 이즈 러브? (2018년)
- 치와와 (2019년)
- 굿바이, 입술 (2019년)
- 변사 (2019년)
- 인간실격 다자이 오사무와 3명의 여자들 (2019년)
- 궁지에 몰린 쥐는 치즈 꿈을 꾼다 (2020년) - 이마가세 와타루 역
- 호문쿨루스 (2021년) - 이토 마나부 역
- 너도 평범하지 않아 (2021년) - 오노 야스오미 역

### 극장 애니메이션
- ONE PIECE FILM GOLD (2016년, 도에이)
- 너의 이름은. (2016년, 도호) - 테시가와라 가쓰히코 역
- 용과 주근깨 공주 (2021년, 도호) - 시노부군 역

### 뮤직 비디오
- 사일런트 사이렌
  - 〈secret base ~네가 준 것~〉 (2015년)
  - 〈팔월의 밤〉 (2015년)
- 가타히라 리나 〈누구에게나 신데렐라 스토리〉 (2015년)

## 수상
2018년
- 일본 아카데미상 신인배우상 (《스마트폰을 떨어뜨렸을 뿐인데》, 《비블리아 고서당 사건 수첩》)

2019년

## 서적

### 잡지
- MEN'S NON-NO (2013년 ~ , 슈에이샤)